# Orzechówka długodzioba
Orzechówka długodzioba (Nucifraga caryocatactes macrorhynchos) – podgatunek orzechówki – średniej wielkości ptaka z rodziny krukowatych (Corvidae). Zamieszkuje tereny od Uralu po wschodnią Syberię, Półwysep Koreański i północno-wschodnie Chiny. Pojawia się w Polsce w czasie ciężkich zim, gdy trwają przeloty ptaków z północno-wschodniej Europy. Ma dłuższy, ale delikatniejszy dziób od orzechówki.
- długość ciała: 32–35 cm
  - długość dzioba: 4,2–5,3 cm
- masa ciała: ok. 200 g
- długość białej plamki: 1,9–3,2 cm